# Буллгед (Південна Дакота)
Буллгед (англ. Bullhead) — переписна місцевість (CDP) в США, в окрузі Корсон штату Південна Дакота. Населення — 308 осіб (2020).

## Географія
Буллгед розташований за координатами 45°46′23″ пн. ш. 101°4′54″ зх. д. / 45.77306° пн. ш. 101.08167° зх. д. (45.773157, -101.081609).  За даними Бюро перепису населення США в 2010 році переписна місцевість мала площу 8,00 км², з яких 7,81 км² — суходіл та 0,20 км² — водойми.

## Демографія
Згідно з переписом 2010 року, у переписній місцевості мешкало 348 осіб у 72 домогосподарствах у складі 57 родин. Густота населення становила 43 особи/км².  Було 82 помешкання (10/км²).
Расовий склад населення:
| - 98,9 % — корінних американців - 0,3 % — білих |

До двох чи більше рас належало 0,9 %. Частка іспаномовних становила 2,0 % від усіх жителів.
За віковим діапазоном населення розподілялося таким чином: 43,1 % — особи молодші 18 років, 54,6 % — особи у віці 18—64 років, 2,3 % — особи у віці 65 років та старші. Медіана віку мешканця становила 20,4 року. На 100 осіб жіночої статі у переписній місцевості припадало 95,5 чоловіків;  на 100 жінок у віці від 18 років та старших — 108,4 чоловіків також старших 18 років.
Середній дохід на одне домашнє господарство  становив 23 658 доларів США (медіана — 14 444), а середній дохід на одну сім'ю — 23 736 доларів (медіана — 15 313). За межею бідності перебувало 76,5 % осіб, у тому числі 83,3 % дітей у віці до 18 років та 40,0 % осіб у віці 65 років та старших.
Цивільне працевлаштоване населення становило 46 осіб. Основні галузі зайнятості: освіта, охорона здоров'я та соціальна допомога — 41,3 %, публічна адміністрація — 15,2 %, мистецтво, розваги та відпочинок — 13,0 %, фінанси, страхування та нерухомість — 10,9 %.